# St.-Emmeram-Brücke
Die St.-Emmeram-Brücke ist eine Fachwerkbrücke in München. Sie überquert die Isar nördlich des Oberföhringer Stauwehrs und verbindet die Insel, die durch Isar und Mittlere-Isar-Kanal gebildet wird, mit der Hirschau, dem Nordteil des Englischen Gartens.

## Lage
Die Brücke liegt in dem Oberföhringer Ortsteil St. Emmeram und ist nach dem Heiligen Emmeram benannt, der zeitweilig in Aschheim begraben war und bei seiner Überführung nach Regensburg hier in der Nähe eingeschifft wurde. Auch gilt die Stelle als eine der möglichen Stellen der alten Salzbrücke, die Herzog Heinrich der Löwe 1158 zerstört hat. Sie ist Teil des  Isar-Fernradweges.

## Geschichte
1976 begannen Überlegungen, den Englischen Garten mit St. Emmeram zu verbinden und so ein neues Verbindungsglied für Fuß- und Radverkehr zu schaffen. Deswegen wird im gleichen Jahr das Landschaftsbüro Hansjakob beauftragt, die so genannte „Isarinsel in Oberföhring“ als Erholungsfläche zu gestalten und dabei ökologische Belange des Schutzgebietes zu berücksichtigen. 1978 wurde die St.-Emmeram-Brücke nach einem Entwurf des Baureferates der Landeshauptstadt München als dreifeldrige Holzfachträgerbrücke mit einer Bauzeit von drei Monaten errichtet. Konstruktion und Statik stammt vom Ingenieurbüro Natterer in München.
Die mit Stahlträgern verstärkte Holzfachwerkbrücke war im Hauptfeld mit Holzschindeln bedeckt und mit einer nahezu geschlossenen, seitlichen Holzverkleidung als Witterungsschutz beplankt. Als Gehwegbelag wurden 5 cm starke Bohlen aus sehr harten Bongossiholz aufgelegt. Dadurch ergab sich ein solider und robuster Eindruck, der wie eine mittelalterliche Wehrbrücke und damit an die historische Zollbrücke erinnern soll.
In der Nacht vom 2. zum 3. September 2002 wurde die 96 m lange und 4 m breite Brücke durch Brandstiftung bis auf die Brückenpfeiler aus Beton vollständig zerstört. Der Münchner Stadtrat beschloss in seiner Sitzung am 29. Januar 2003 einen Neubau der Brücke an ihrer alten Stelle. Den Planungsauftrag erhielt das Büro für Ingenieur-Architektur Richard J. Dietrich in Planungsgemeinschaft mit den Tragwerksplanern Süss-Staller-Schmitt Ingenieure GmbH. Die neue Brücke ist eine Fachwerkkonstruktion aus Holz und Stahl und auf ihrer gesamten Länge überdacht. Sie wurde am 22. Dezember 2004 zur Nutzung freigegeben und am 13. Mai 2005 offiziell eingeweiht.